# Campionati europei giovanili di nuoto 1989
I XVI Campionati europei giovanili di nuoto e tuffi si sono disputati a Leeds dal 27 luglio al 30 luglio 1989.
Hanno partecipato alla manifestazione le federazioni iscritte alla LEN; questi i criteri di ammissione:
- le nuotatrici di 14 e 15 anni (1975 e 1974) e i nuotatori di 16 e 17 (1973 e 1972)
- per i tuffi a partire da quest'anno viene introdotta la categoria "B" (ragazzi) alle cui gare prendono parte le ragazze e i ragazzi di 14 e 15 anni (1975 e 1974). Le tuffatrici e i tuffatori di 16, 17 e 18 anni (1973, 1972 e 1971) gareggiano nella categoria "A".

Novità del programma di nuoto è l'eliminazione (temporanea, tornerà nel 1999) della gara dei 50m stile libero.

## Podi

### Uomini
| Evento                | Oro                   | Tempo    | Argento          | Tempo    | Bronzo              | Tempo    |
| Stile libero          |                       |          |                  |          |                     |          |
| 100 m                 | Raimundas Mažuolis    | 50"41    | Indrek Sei       | 52"29    | Austin Shortman     | 52"43    |
| 200 m                 | Christian Keller      | 1'51"48  | Sebastian Wiese  | 1'52"67  | Andrej Romanov      | 1'52"74  |
| 400 m                 | Sebastian Wiese       | 3'56"78  | Torsten Wilhelm  | 3'56"82  | Aleksei Kudriavtsev | 3'57"90  |
| 1500 m                | Sebastian Wiese       | 15'29"13 | Torsten Wilhelm  | 15'37"28 | Aleksei Kudriavtsev | 15'38"61 |
| Dorso                 |                       |          |                  |          |                     |          |
| 100 m                 | Ralf Braun            | 59"05    | Sergei Grishaev  | 59"36    | Dimitri Kharitonov  | 59"41    |
| 200 m                 | Ralf Braun            | 2'04"78  | Emanuele Merisi  | 2'04"93  | Ian Clayton         | 2'06"18  |
| Rana                  |                       |          |                  |          |                     |          |
| 100 m                 | Francesco Postiglione | 1'05"03  | Ian Mckenzie     | 1'05"47  | Norbert Rósza       | 1'05"61  |
| 200 m                 | Francesco Postiglione | 2'21"97  | Richard Maden    | 2'22"03  | Thomas Gluck        | 2'23"05  |
| Farfalla              |                       |          |                  |          |                     |          |
| 100 m                 | Dimitri Kurdinov      | 56"08    | Christian Keller | 56"57    | Miloš Milošević     | 56"63    |
| 200 m                 | Dimitri Kurdinov      | 2'03"19  | Javier Aguilar   | 2'04"11  | Christian Keller    | 2'04"55  |
| Misti                 |                       |          |                  |          |                     |          |
| 200 m                 | Christian Keller      | 2'07"05  | Ralf Domschke    | 2'08"38  | Igor Fedoseev       | 2'09"13  |
| 400 m                 | Ralf Domschke         | 4'33"02  | Marcin Maliński  | 4'33"36  | Henrik Cleverdal    | 4'33"47  |
| Staffette             |                       |          |                  |          |                     |          |
| 4 x 100m stile libero | Unione Sovietica      | 3'25"42  | Regno Unito      | 3'29"12  | Germania Ovest      | 3'29"34  |
| 4 x 200m stile libero | Unione Sovietica      | 7'33"91  | Germania Ovest   | 7'38"26  | Germania Est        | 7'39"82  |
| 4 x 100m mista        | Unione Sovietica      | 3'50"21  | Germania Ovest   | 3'54"01  | Italia              | 3'55"04  |

### Donne
| Evento                | Oro                 | Tempo   | Argento             | Tempo   | Bronzo           | Tempo   |
| Stile libero          |                     |         |                     |         |                  |         |
| 100 m                 | Sandra Henke        | 57"65   | Simone Hellmer      | 57"84   | Annette Hadding  | 58"46   |
| 200 m                 | Sandra Gutsche      | 2'02"65 | Simone Hellmer      | 2'02"98 | Beatrice Coada   | 2'04"55 |
| 400 m                 | Sandra Gutsche      | 4'15"52 | Carola Kynast       | 4'17"74 | Olga Splichalova | 4'18"13 |
| 800 m                 | Carola Kynast       | 8'46"63 | Olga Šplíchalová    | 8'48"51 | Eva Berslanovitz | 8'49"47 |
| Dorso                 |                     |         |                     |         |                  |         |
| 100 m                 | Krisztina Egerszegi | 1'02"24 | Tünde Szabó         | 1'02"81 | Sandra Henke     | 1'03"18 |
| 200 m                 | Krisztina Egerszegi | 2'10"69 | Tünde Szabó         | 2'14"99 | Susanne Krause   | 2'15"87 |
| Rana                  |                     |         |                     |         |                  |         |
| 100 m                 | Iulia Landyk        | 1'10"88 | Jana Dörries        | 1'11"38 | Alexandra Hanel  | 1'11"52 |
| 200 m                 | Martina Tarasova    | 2'32"69 | Nancy Goossens      | 2'33"20 | Alexandra Hanel  | 2'34"19 |
| Farfalla              |                     |         |                     |         |                  |         |
| 100 m                 | Peggy Conrad        | 1'02"89 | Anja De Hoop        | 1'03"64 | Diana Ureche     | 1'03"77 |
| 200 m                 | Peggy Conrad        | 2'12"19 | Krisztina Egerszegi | 2'13"24 | Myriam Amadori   | 2'15"80 |
| Misti                 |                     |         |                     |         |                  |         |
| 200 m                 | Krisztina Egerszegi | 2'16"03 | Sabine Herbst       | 2'20"02 | Alexandra Hanel  | 2'20"51 |
| 400 m                 | Krisztina Egerszegi | 4'45"52 | Sabine Herbst       | 4'53"85 | Jana Rodehau     | 4'54"76 |
| Staffette             |                     |         |                     |         |                  |         |
| 4 x 100m stile libero | Germania Est        | 3'51"13 | Germania Ovest      | 3'56"21 | Italia           | 3'56"26 |
| 4 x 200m stile libero | Germania Est        | 8'19"38 | Ungheria            | 8'22"70 | Cecoslovacchia   | 8'29"41 |
| 4 x 100m mista        | Germania Est        | 4'16"36 | Germania Ovest      | 4'18"02 | Ungheria         | 4'18"30 |

### Tuffi
| Evento                  | Oro              | Punti  | Argento          | Punti  | Bronzo          | Punti  |
| Uomini - categoria "A"  |                  |        |                  |        |                 |        |
| trampolino 3m           | Semeniuk         | 596,70 | Michael Kühne    | 572,95 | Jan Hempel      | 555,95 |
| piattaforma             | Jan Hempel       | 631,75 | Michael Kühne    | 601,60 | Alvarez         | 601,25 |
| Ragazzi - categoria "B" |                  |        |                  |        |                 |        |
| trampolino 3m           | Sergei Zotin     | 481,85 | Andreas Wels     | 341,45 | Marco Thrandorf | 331,05 |
| piattaforma             | Byford           | 287,05 | Andreas Wels     | 275,30 | Sergei Zotin    | 266,10 |
| Donne - categoria "A"   |                  |        |                  |        |                 |        |
| trampolino 3m           | Ute Wetzig       | 485,70 | Elena Ivanova    | 453,45 | Claudia Bockner | 431,25 |
| piattaforma             | Biriukova        | 382,30 | Ute Wetzig       | 389,20 | Ioana Voicu     | 365,70 |
| Ragazze - categoria "B" |                  |        |                  |        |                 |        |
| trampolino 3m           | Conny Schmalfuss | 335,00 | Dörte Lindner    | 328,35 | Hughes          | 296,75 |
| piattaforma             | Dörte Lindner    | 266,30 | Conny Schmalfuss | 251,75 | Allen           | 242,80 |

## Medagliere
- Nuoto

| Posizione | Paese            | Oro | Argento | Bronzo | Totale |
| --------- | ---------------- | --- | ------- | ------ | ------ |
| 1         | Germania Est     | 13  | 10      | 4      | 27     |
| 2         | Unione Sovietica | 8   | 2       | 5      | 15     |
| 3         | Ungheria         | 4   | 4       | 3      | 11     |
| 4         | Germania Ovest   | 3   | 6       | 7      | 16     |
| 5         | Italia           | 2   | 1       | 3      | 6      |
| 6         | Gran Bretagna    | 0   | 3       | 2      | 5      |
| 7         | Cecoslovacchia   | 0   | 1       | 2      | 3      |
| 8=        | Spagna           | 0   | 1       | 0      | 1      |
| 8=        | Paesi Bassi      | 0   | 1       | 0      | 1      |
| 8=        | Polonia          | 0   | 1       | 0      | 1      |
| 11        | Romania          | 0   | 0       | 2      | 2      |
| 12=       | Jugoslavia       | 0   | 0       | 1      | 1      |
| 12=       | Svezia           | 0   | 0       | 1      | 1      |
| totale    |                  | 30  | 30      | 30     | 90     |

- Tuffi

| Posizione | Paese            | Oro | Argento | Bronzo | Totale |
| --------- | ---------------- | --- | ------- | ------ | ------ |
| 1         | Germania Est     | 4   | 7       | 3      | 14     |
| 2         | Unione Sovietica | 3   | 1       | 1      | 5      |
| 3         | Gran Bretagna    | 1   | 0       | 2      | 3      |
| 4=        | Spagna           | 0   | 0       | 1      | 1      |
| 4=        | Romania          | 0   | 0       | 1      | 1      |
| totale    |                  | 8   | 8       | 8      | 24     |